# امامزاده عبدالله (همدان)

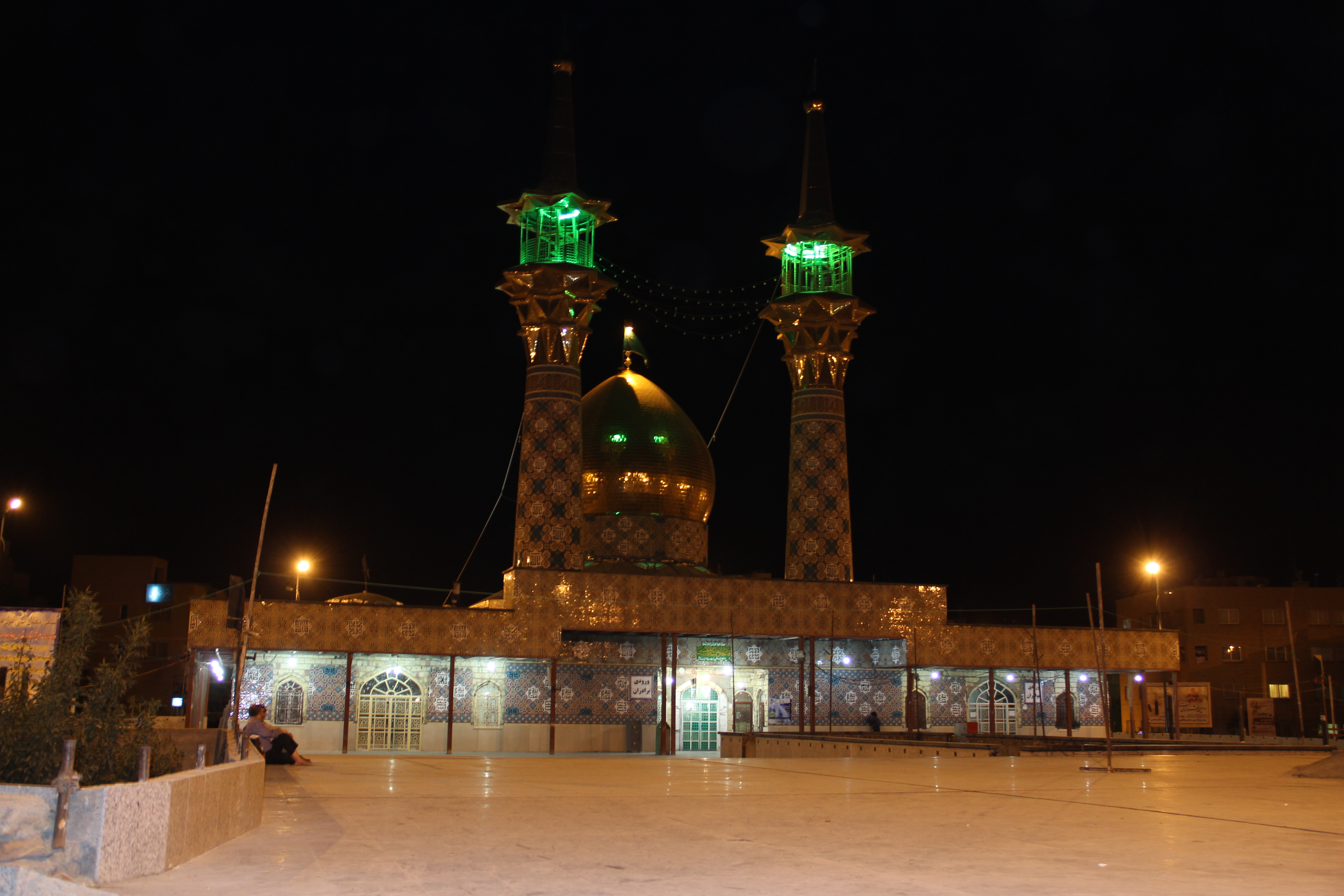
امامزاده عبدالله

امامزاده عبدالله در شهرستان همدان و در میدانی به همین نام قرار دارد. در سال های اخیر، تغییر و تحول بسیاری در این بنا صورت گرفته و بنای کنونی به جای بنای قدیمی که طاق سنگی چهار ضلعی با گنبدی از شیروانی بود، ساخته شد. ضریح روی مزار، مشبک آهنی و نوساز است. مزارها متعلق به پدر و پسری از سادات به نام های احمد و عبدالله بن احمد از اولاد با واسطهٔ امام موسی بن جعفر است.